# Палаццо Пилотта
Палаццо делла Пилотта, также называемый просто Пилотта, — обширный комплекс зданий, расположенный между Пьяццале делла Паче (ит.) и набережной Пармы (итал. Lungoparma), в историческом центре Пармы (регион Эмилия-Романья, Италия). Название происходит от баскской игры пелота, в которую играли испанские солдаты во дворе, когда находились в палаццо.
В первой четверти XXI века здесь находятся Национальный археологический музей (ит.), Национальная галерея, Библиотека Палатина и Музей Бодони (ит.). В 2016 году комплекс посетили 89 478 человек.
Комплекс принадлежит Министерству культуры Италии, которое с 2016 года включило его в число музеев с особой автономией (ит.).

## История

Трансформация Палаццо Пилотта с течением времени

С 1346 года Парма находилась под властью миланского семейства Висконти. В годы их правления на берегу реки Пармы была возведена башня (итал. Rocchetta Viscontea, буквально «висконтиевская башенка»), защищавшая въезд в город с моста. Следы руин башни до сих пор можно увидеть у берега реки. Впоследствии город перешёл под власть семьи Фарнезе и, около 1580 года, в последние годы правления Оттавио Фарнезе, был построен длинный прямой коридор (итал. Corridore) на колоннах, соединявший башню на берегу с герцогским дворцом (итал. Palazzo Ducale), который тогда представлял собой всего лишь несколько зданий на месте нынешней Пьяццале делла Паче. Единственным архитектором, участвовавшим в постройке, чьё участие задокументировано, является тосканец Джованни Босколи (ит.). Однако, вполне вероятно, что проект принадлежит военному архитектору Франческо Пачотто (ит.), близкому другу герцога Оттавио, который пригласил его в Парму в 1580 году.

### Пилотта при Рануччо I Фарнезе

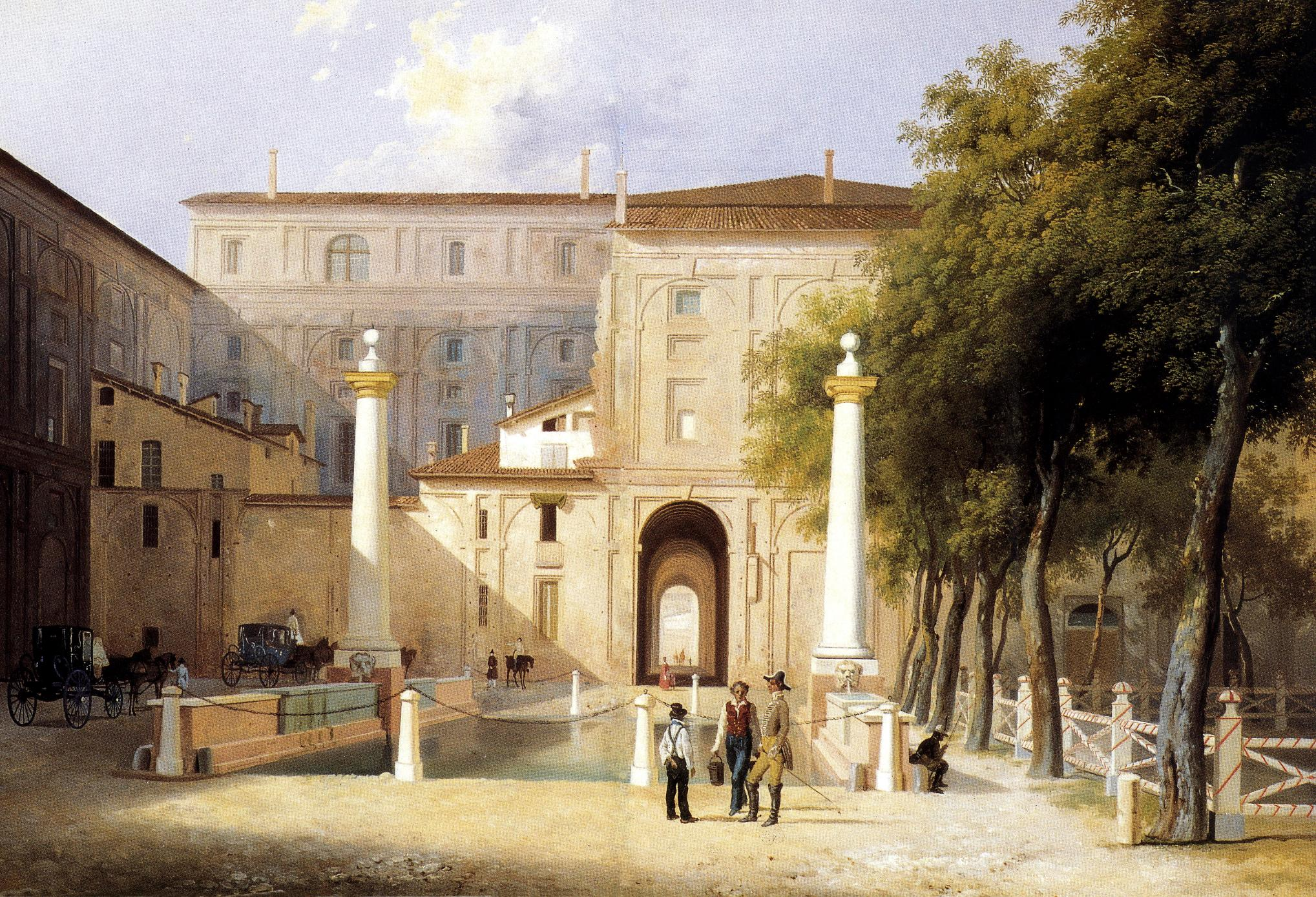
Луиджи Маркези (ит.). «Вид на двор Гуаццатойо» (1846 год). Палаццо Питти, Галерея современного искусства.

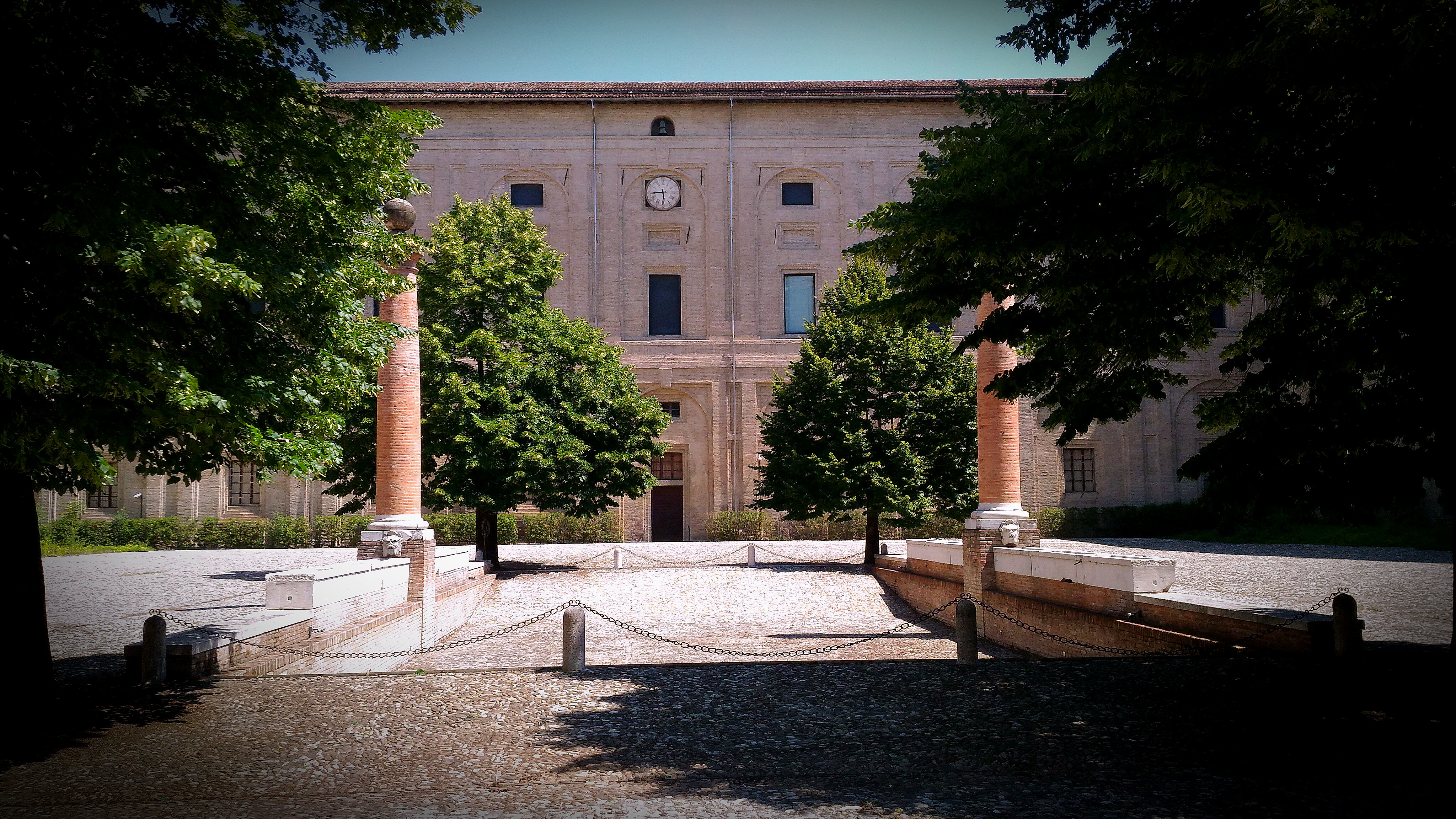
Двор Гуаццатойо сегодня

В 1602 году Рануччо I Фарнезе поручил стройку скульптору Симоне Москино (ит.), но работы остановились в 1611 году, оставив её в том состоянии, в котором она находится до сих пор. Фасад, который должен был выйти на нынешнюю Пьяцца Гьяйя (ит.), так и не был построен, а церковь Сан-Пьетро-Мартире, принадлежащая доминиканцам стала частью в одного из дворов.
Таким образом, комплекс зданий превратился в три двора, соответственно называемые Сан-Пьетро-Мартире (сегодня более известный как двор Пилотта), Гуаццатойо (первоначально называвшийся «делла пелота») и тот, который называется делла Роккетта. В Пилотте задумывался гигантский зал (вскоре преобразованный в театр Фарнезе), большая конюшня, жилище конюхов, манеж, конюшня для мулов, каретный сарай, гардероб, зал Академии и ряд галерей, разграничивающих большие дворы. Этот комплекс зданий должен был содержать все службы, окруженные резиденцией герцога, то есть Палаццо Дукале.

### После Фарнезе
С кончиной семьи Фарнезе закончилось и великолепие этого грандиозного здания, и только при Филиппе I Бурбонском здание частично возродилось, что продолжается до наших дней.
Во второй половине XIX века на месте церкви Сан-Пьетро-Мартире, открытой в 1871 году, был построен Театр Рейнаха. В 1939 году он сменил свое название на «Театр Паганини» и был почти полностью разрушен вместе с частями Палаццо делла Пилотта во время авианалёта в мае 1944 года, а затем снесён. Старый Палаццо Дукале также был серьезно поврежден, а затем снесён.
В период с 1986 по 2001 годы, после долгого и спорного этапа планирования, реконструкция площади Пьяцца делла Паче была завершена по проекту швейцарского архитектора Марио Ботта с добавлением большого сада и фонтана по периметру бывшей церкви Святого Петра.

## Современность
Внутри нынешнего здания находятся:
- Национальный археологический музей Пармы

- Лицей искусств Паоло Тоски (ит.)
- Палатинская библиотека
- Музей Бодони
- Театр Фарнезе
- Национальная галерея Пармы

Снаружи здания примечательны:

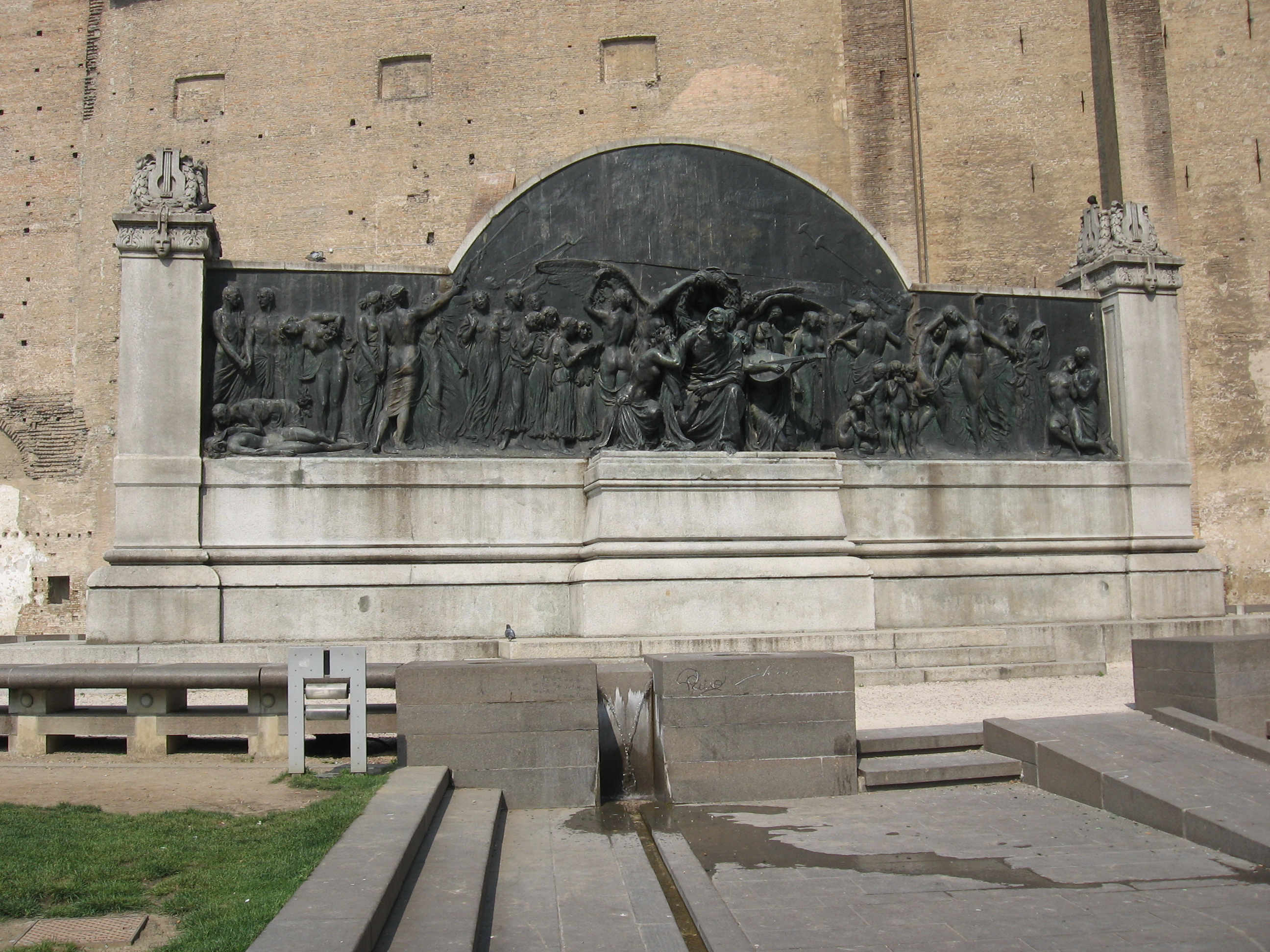
Мемориал Джузеппе Верди

- Музей Глауко Ломбарди на Виа Гарибальди, в котором хранятся произведения искусства в основном периода Марии Луизы Австрийской
- Мемориал Джузеппе Верди (ит.)
- Памятник партизану (ит.)
- Пьяццале делла Паче (итал. Piazzale della Pace, Площадь Мира): большая лужайка в центре города, популярное место для встреч.

## Галерея

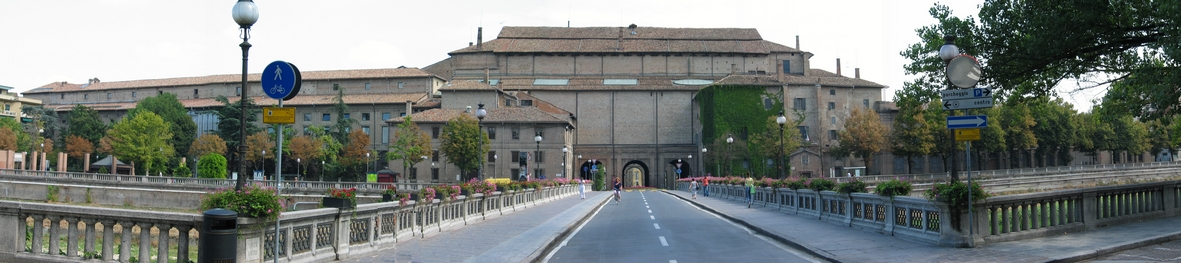
Панорамный вид с моста Верди, от входа в Герцогский парк (ит.)

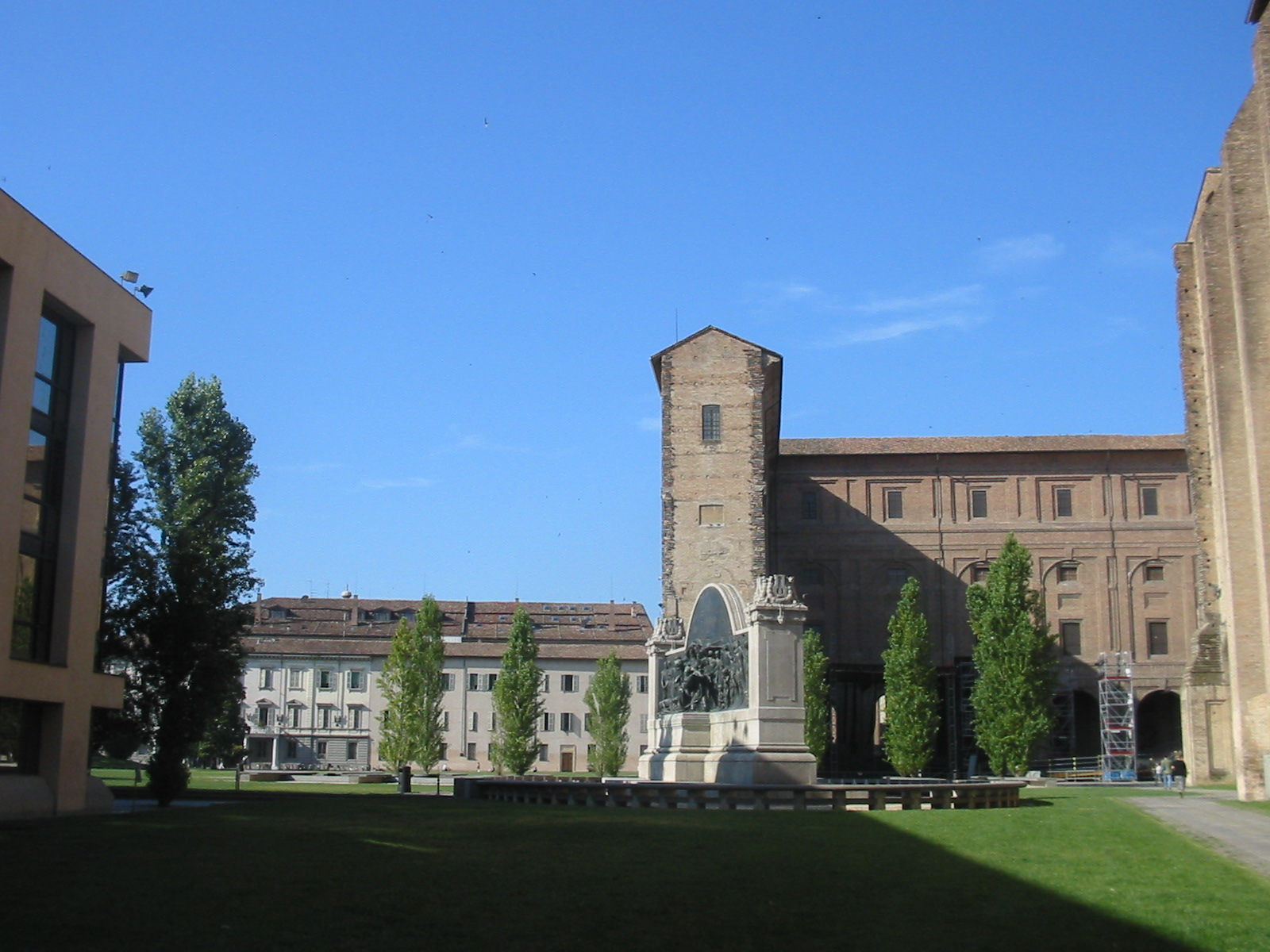
Внутренний двор Пилотты на фоне Палаццо делла Провинча.
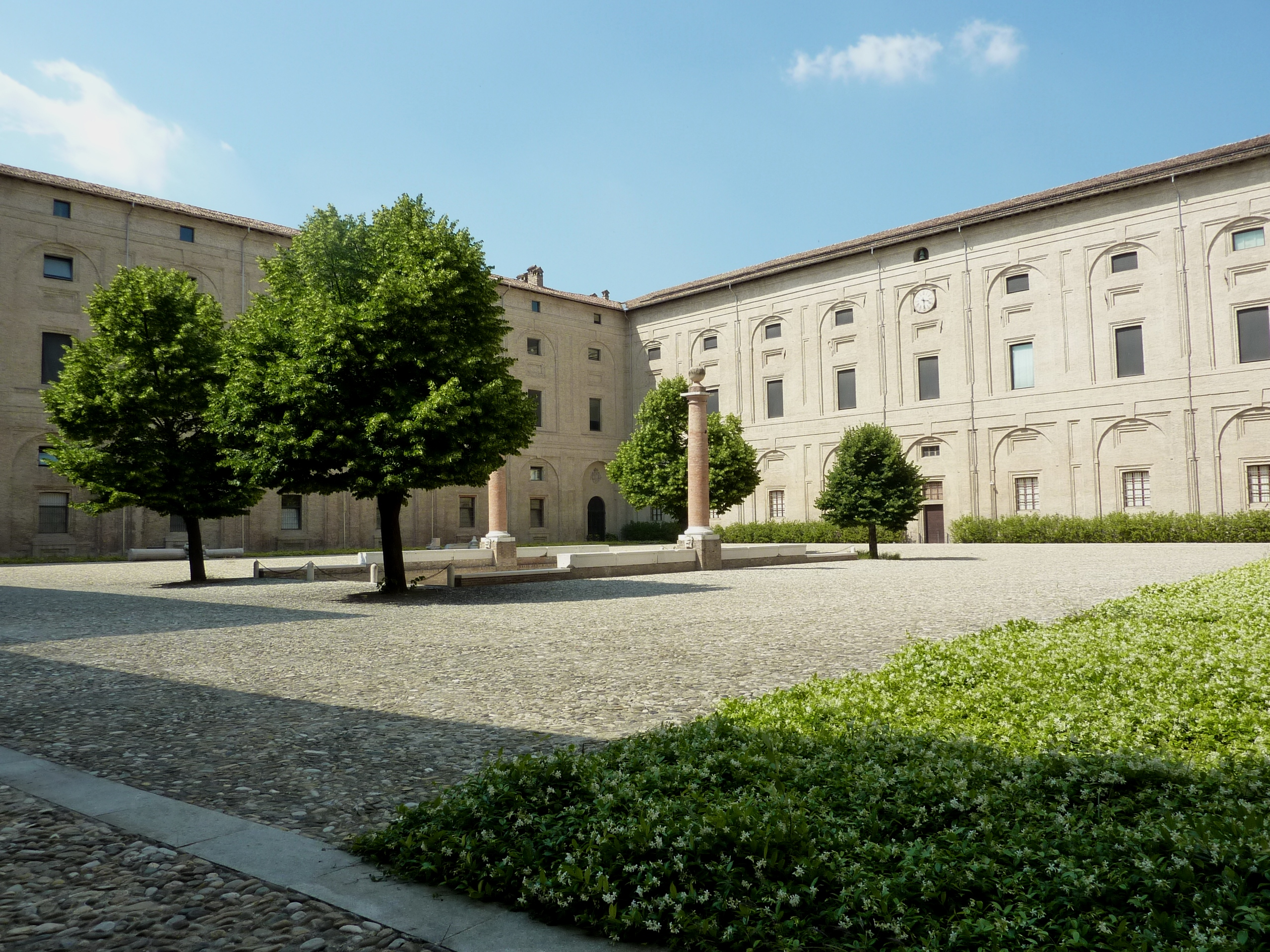
Двор Гуаццатойо
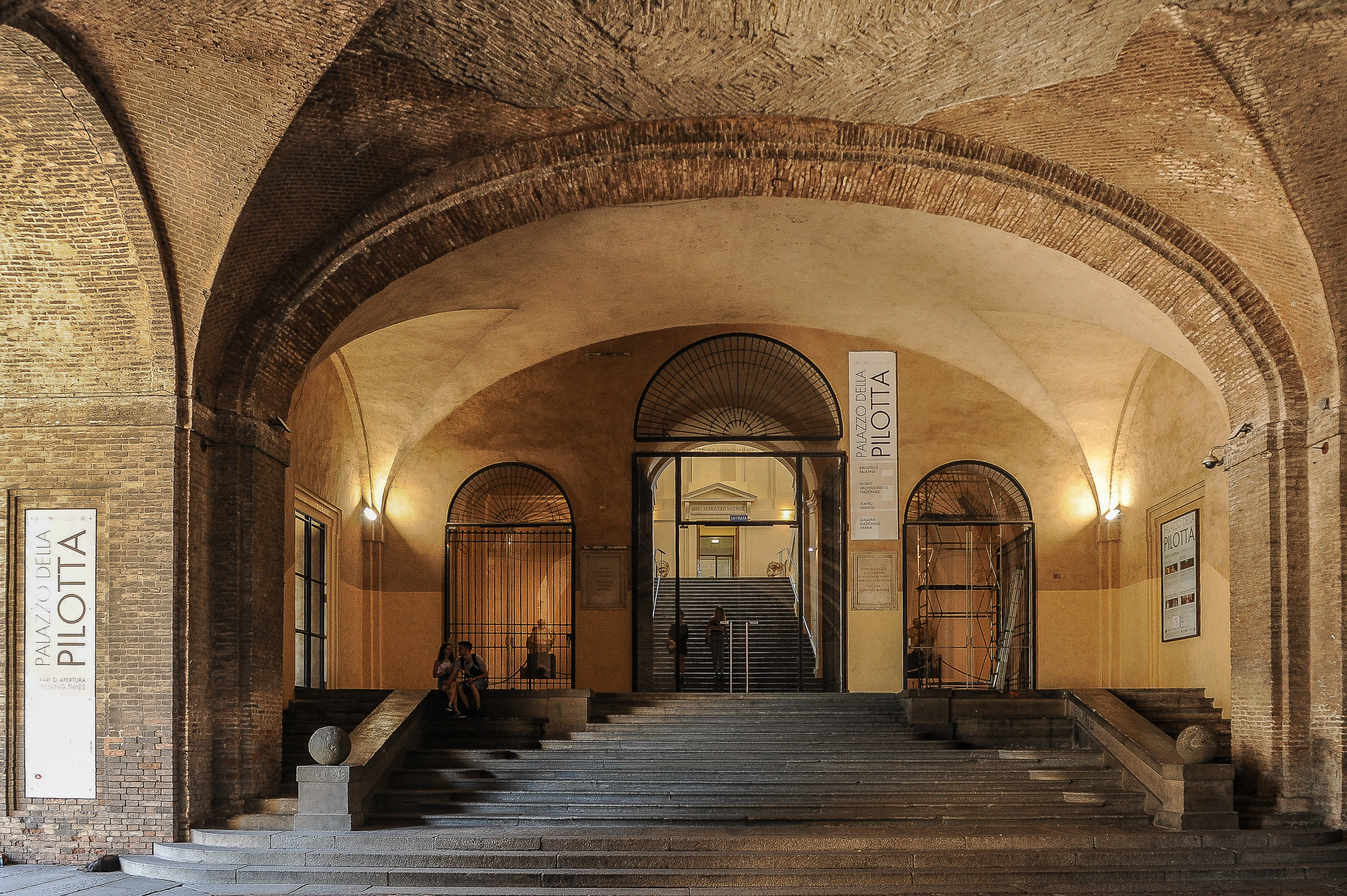
Характерный «Вольтони делла Пилотта»
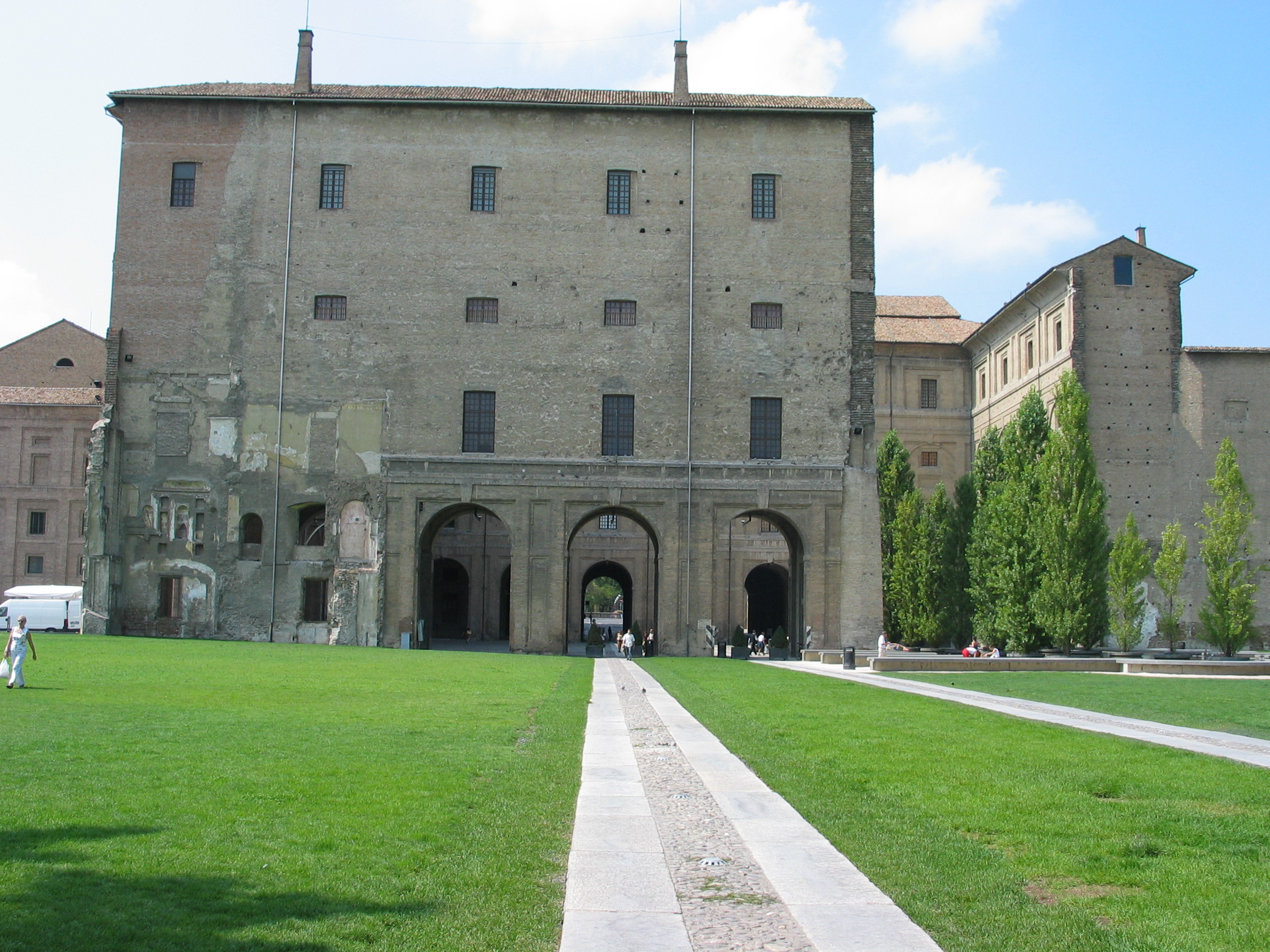
Пешеходные дорожки, ведущие от Виа Гарибальди к Палаццо делла Пилотта.